# 中華民國—越南共和國關係
中華民國與越南共和國（通稱南越）於1955—1975年有官方外交關係，直至南越政權覆亡而終止。

## 歷史

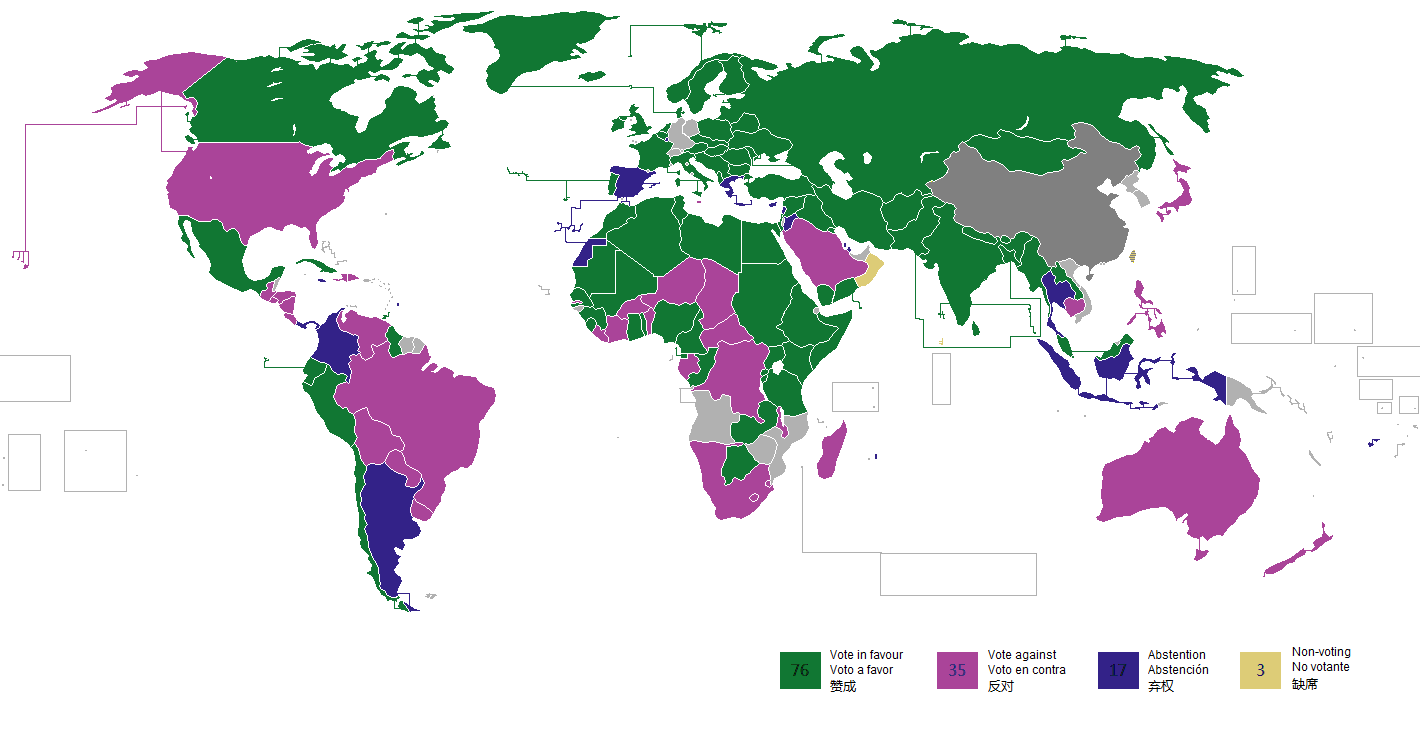
灰色國家表示非聯合國會員國，南北越當時尚未加入，因此不能對中華民國續留聯合國一案參與投票，即《聯合國大會2758號決議》。

當越南共和國（南越）未被越南民主共和國（北越）統一為越南社會主義共和國（今日的越南）時，因中華民國與南越擁有共同的反共立場，因此在南越第一任總統吳廷琰的帶領下，中華民國與南越的關係，相較於中華民國與其他東南亞國家的關係是相當親近的。
1955年10月，中華民國承認越南共和國。12月17日，雙方建立外交關係，互換使節:77。原中华民国驻西贡总领事馆改为公使馆，原总领事蒋恩铠任公使馆代办。1956年，公使袁子健到任。
1957年，雙方將公使館升格為大使館。中華民國駐南越的大使館設於駐越美軍司令部附近的巴斯德街47號（Pasteur）:74，後移至徵女王街（Hai Bà Trưng）175號:75；而南越駐臺灣的大使館則位於寧波西街:6。
1960年1月15日，吳廷琰抵華訪問，與總統蔣中正會晤。1963年3月4日至9日，副總統陳誠訪問越南，與總統吳廷琰及副總統阮玉書會晤。1965年8月15日，越南共和國總理阮高祺、外交部長陳文杜、國防部長阮友固等36人訪臺，16日獲蔣中正接見，會談加強臺、越反共合作，18日發表聯合公報:716。1969年5月30日，阮文紹首度抵台訪問並與蔣中正會晤；6月3日，與蔣中正舉行第三度會談，並發表共同對付共產黨侵略之聯合公報。:772。
1971年，阮文紹當選總統後，中華民國副總統嚴家淦曾前往西貢參加其就職典禮。同年10月，由於當時兩越皆非聯合國會員，因此無法就中國代表權問題表態，即《聯合國大會2758號決議》。1973年時阮文紹再次訪問中華民國。
1964年至1972年的中華民國駐南越大使由蔣中正之親信胡璉擔當，而南越駐中華民國大使則是由吳廷琰的弟弟擔綱，阮文紹主政後改為阮文紹胞兄阮文矯擔任大使直至使館關閉。雙方首都臺北與西貢更締結為姊妹市。
1975年4月21日，阮文紹辭去總統後，於4月26日以越南共和國特使身分與前總理、也曾擔任駐華大使的陳善謙在美方安排下抵達台北訪問，但事實上是流亡台灣。在當時，有相當多的南越留學生逗留於台灣。而中華民國政府雖未直接派軍參與越南戰爭，但仍有提供南越在經濟與政治上相當程度的支持，因此中華民國駐西貢大使館亦曾遭到偽裝成華僑的越共游擊隊攻擊。先前在3月底，中華民國駐峴港領事館早已倉皇關閉，人員由陸海空路緊急撤往西貢。隨著南越政府的敗局已現，中華民國駐越南共和國大使館亦於4月初開始逐步撤離非必要人員，並於26日正式降旗閉館，無限期停止領務等各項業務，大使及剩餘人員搭乘由中華航空最後一班由新山一機場起飛的民航客機於深夜撤離，實質上結束了雙方關係。4月30日，兩國近20年的外交關係則隨著南越政府解散、正式畫下句點，中華民國外交部也撤除了門口的友邦國旗。隨著南越政府軍的指揮統御瓦解，湄公河三角洲的最後抵抗勢力也於5月2日全數向越共投降，外交部與末代大使阮文矯和流亡台灣的前總統阮文紹磋商後，5月3日成為寧波西街越南共和國駐華大使館的最後營運日，最終於5月5日關閉。阮文矯大使則在阮文紹抵英後留在台灣生活，後赴美:6。當1975年4月30日西貢陷落時，南越航空滯留在松山機場的飛機成了中華航空創始時期第一批飛機的一部分。